# نظریه میدان نرده‌ای

نظریه میدان نرده‌ای

در علم فیزیک فیزیک نظری مدل‌های مختلفی برای توضیح جهان شتاب‌دار تا کنون مطرح شده‌اند که همگی به مقوله انرژی تاریک مربوط می‌شوند. توضیح ریاضیاتی این پدیده نظریهٔ میدان نرده‌ای {\displaystyle \phi } نامیده می‌شود که مجموعاً به چهار فرم اثر، فانتوم، تاچیون و کوانتومی تقسیم می‌شود. هر میدانی که تحت تبدیلات لورنتس ناوردا بماند اصطلاحاً نرده‌ای خواهد بود. اصل کنش برای میدان نرده‌ای نسبیتی در جهان D بعدی و بر حسب مشتقات هموردا چنین تعریف می‌شود:
| {\displaystyle {\mathcal {S}}=\int \mathrm {d} ^{D-1}x\,\mathrm {d} t{\mathcal {L}}=\int \mathrm {d} ^{D-1}x\mathrm {d} t\left[{\frac {1}{2}}\eta ^{\mu \nu }\partial _{\mu }\phi \partial _{\nu }\phi -V(\phi )\right]} |

که {\displaystyle {\mathcal {L}}} چگالی لاگرانژی و {\displaystyle V(\phi )} پتانسیل میدان نامیده می‌شود. معادله حرکت اویلر لاگرانژ متناظر با آن نیز چنین است.
| {\displaystyle \eta ^{\mu \nu }\partial _{\mu }\partial _{\nu }\phi +V'(\phi )=\partial _{t}^{2}\phi -\nabla ^{2}\phi +V'(\phi )=0} |

بنابراین در حالتی که جرم {\displaystyle m} عامل به وجود آمدن انحنا یا همان تولید میدان نرده‌ای باشد داریم:
| {\displaystyle {\mathcal {S}}=\int \mathrm {d} ^{D-1}x\mathrm {d} t{\mathcal {L}}=\int \mathrm {d} ^{D-1}x\mathrm {d} t\left[{\frac {1}{2}}\eta ^{\mu \nu }\partial _{\mu }\phi \partial _{\nu }\phi -{\frac {1}{2}}m^{2}\phi ^{2}\right]} {\displaystyle =\int \mathrm {d} ^{D-1}x\mathrm {d} t\left[{\frac {1}{2}}(\partial _{t}\phi )^{2}-{\frac {1}{2}}\delta ^{ij}\partial _{i}\phi \partial _{j}\phi -{\frac {1}{2}}m^{2}\phi ^{2}\right],} |

در این حالت مسلماً معادله حرکت اویلر لاگرانژ مربوط به آن نیز چنین مد نظر گرفته می‌شود
| {\displaystyle \eta ^{\mu \nu }\partial _{\mu }\partial _{\nu }\phi +m^{2}\phi =\partial _{t}^{2}\phi -\nabla ^{2}\phi +m^{2}\phi =0} |

و اما اگر میدان کوانتومی را اساس میدان نرده‌ای در نظر بگیریم کنش مربوطه می‌شود
| {\displaystyle S=\int \mathrm {d} ^{D-1}x\,\mathrm {d} t\left[{\frac {1}{2}}(\partial _{t}\phi )^{2}-{\frac {1}{2}}\delta ^{ij}\partial _{i}\phi \partial _{j}\phi -{\frac {1}{2}}m^{2}\phi ^{2}-\sum _{n=3}^{\infty }{\frac {1}{n!}}g_{n}\phi ^{n}\right]} |

که طبیعتاً در نظریه برهمکنش چهار بعدی {\displaystyle \phi ^{4}} چگالی لاگرانژی بر اثر پتانسیل میدان {\displaystyle V(\phi )={\frac {1}{2}}m^{2}\phi ^{2}+{\frac {g}{4!}}\phi ^{4}} منجر به معادله زیر می‌شود
| {\displaystyle {\mathcal {L}}={\frac {1}{2}}(\partial _{t}\phi )^{2}-{\frac {1}{2}}\delta ^{ij}\partial _{i}\phi \partial _{j}\phi -{\frac {1}{2}}m^{2}\phi ^{2}-{\frac {g}{4!}}\phi ^{4}.} |